# Kees Neggers
Cornelis Adrianus Maria "Kees" Neggers (Breda, 20 de julho de 1947) é um cientista da computação e pioneiro da Internet neerlandês.

## Prêmios
Foi induzido no Internet Hall of Fame em agosto de 2013.